# Дивні дива (4 сезон)
Четвертий сезон американського науково-фантастичного серіалу жахів «Дивні дива» складається з дев'яти епізодів, спродюсованих авторами серіалу братами Дафферами, а також Шоном Леві, Деном Коеном і Аеном Патерсоном.
Основний склад акторів залишився колишнім: Вайнона Райдер, Девід Гарбор, Міллі Боббі Браун, Фінн Вулфгард, Гейтен Матараццо, Калеб Маклафлін, Ноа Шнапп, Седі Сінк, Наталія Даєр, Чарлі Гітон, Джо Кірі, Мая Гоук і Прія Ферґюсон; Бретт Гельман вперше увійшов в постійний акторський склад, куди також повернулись Меттью Модін і Пол Райзер. Джеймі Кемпбелл Бовер, Едуардо Франко, Джозеф Квінн, Кара Буоно, Том Влашига і Мейсон Дай також виконали значні ролі другого плану.
Прем'єра сезону на стрімінг-сервісі Netflix була розділена на дві частини: перша (7 епізодів) вийшла 27 травня 2022 року, друга (2 епізоди) вийшла 1 липня.
«Дивні дива 4» отримав позитивні відгуки критиків, які відзначили акторську гру (особливо, Браун, Сінк, Даєр, Кірі, Гоук, Бовера і Квінна), візуальну стилістику, екшн-сцени, а також похмуріший і доросліший тон в порівнянні з минулими сезонами; деякі експерти назвали сезон «перевантаженим» через довший хронометраж серій.
Брати Даффер заявили, що всього серіал матиме п'ять сезонів, тож четвертий є передостаннім в серіалі.

## Сюжет
У березні 1986 року, через вісім місяців після фіналу третього сезону, Дастін із друзями приєднуються до «клубу Пекельного полум'я» гри Dungeons & Dragons. Клубом керує ексцентричний Едді Мансон, який глузує з паніки, що розгорнулася навколо гри. Крім того Едді продає наркотики і однією з його клієнток стає дівчина Кріссі. Едді стає свідком того, як таємнича сила піднімає Кріссі в повітря та вбиває, переламавши кістки. Підозри у вбивстві падають на нього, Едді змушений переховуватися. Його розшукують члени баскетбольної команди, очолюваної Джейсоном — хлопцем Кріссі, щоб вчинити самосуд.
Дастін і його друзі намагаються довести невинність Едді та дізнаються, що подібні вбивства вже ставалися в 1950-і роки. Їх вчинив Віктор Кріл, що вбив свою дружину й дітей, і відтоді запроторений до психлікарні. Ненсі та Робін, вдаючи з себе аспіранток, домагаються зустрічі з Крілом. Той розповідає, що вбивства насправді скоїв демон і все місто прокляте ним. Тим часом Максін починає бачити видіння та підозрює, що стане наступною жертвою. Дастін дає демону ім'я Векна, на честь чаклуна з Dungeons & Dragons. Векна ледве не вбиває Максін, але друзі завдяки пораді Ненсі рятують її, ввімкнувши улюблену пісню «Running Up That Hill». Потім Максін малює те, що бачила під час нападу Векни, і друзі розуміють — Мозкожер все ще живий і Векна — це його генерал. Друзі роблять висновок, що на місці кожного вбивства виникає прихований портал у Виворіт. Вони знаходять один портал на місці смерті Кріссі та інший в озері, де нещодавно загинув товариш Джейсона, Патрік. Стів, Ненсі, Робін та Едді потрапляють крізь цей портал у Виворіт, але не можуть вибратися. Проте їм вдається послати сигнал Дастіну і він відкриває їм портал у фургоні Едді.
Разом з тим Джейн страждає від цькувань однокласниць. Оскільки вона більше не має паранормальних сил, то врешті б'є одну з хуліганок. Майк відвідує її та просить повірити, що він любить її. Джейн цікавляться спецслужби, очолювані підполковником Салліваном, який вважає, що дивні смерті в Гокінсі вчиняє вона. Оуенс забирає Джейн до таємної бази в штаті Невада, де пропонує повернути здібності, але для цього дівчині доведеться пригадати своє справжнє минуле. Джейн поступово пригадує як розвивала свої здібності і як їй допомагав Перший — молодий чоловік, чиї здібності було пригнічено імплантатом. Коли Джейн вирішила втекти з ним і видалила імплантат, Перший убив персонал лабораторії та всіх піддослідних, за винятком Джейн, яка зуміла викинути його у Виворіт. Як виявилося, Перший — це син Віктора Крілла, Генрі, що вбив матір і сестру, а потім ним зацікавилася влада й забрала для дослідів з метою вбивати ворогів на відстані. Зверхній Генрі вірив, що повинен знищити всіх слабких, і він зміг вижити у Вивороті, ставши Векною.
Джойс у той же час отримує листа з Росії про те, що Гоппер живий і його можна таємно доправити в США за велику суму грошей. Джойс звертається до Мюррея, щоб організувати передачу. Вони зв'язуються з контрабандистом Юрієм, але той обманює їх, щоб передати радянським спецслужбам як шпигунів. Гоппер же за сприяння продажного охоронця Антонова тікає з табору ГУЛАГ на Камчатці. Та невдовзі його знову схоплюють і кидають до в'язниці разом з Антоновим, щоб кинути на поживу демоґорґону. Гоппер вчить в'язнів як здолати потвору. Джойс і Мюррей примушують Юрія стати на їхній бік, пробираються до в'язниці та влаштовують там бійку, завдяки чому Гоппер з Антоновим рятуються. Юрій думає зрадити їх, але вислухавши Антонова про загрозу всьому світу, наважується допомогти повернутися в США за допомогою вертольота. Довідавшись про місію дітей у Гокінсі, Гоппер вирішує спершу повернутися до в'язниці, щоб убити демоґорґонів, адже всі істоти паралельного світу пов'язані колективним розумом, і це його ослабить. Гопперу вдається вбити істот завдяки допомозі Джойс і Антонова, після чого команду забирає Юрій.
Частина друзів, які лишилися в Гокінсі, вирішують проникнути у Виворіт, аби вбити Векну, поки той буде в ментальному поєдинку з Одинадцятою. Цей задум псує одержимий бажанням помсти Джейсон. Векна отримує нагоду здолати Одинадцяту та решту друзів. Лиходій убиває Максін, що відкриває у Гокінсі розрив між реальним світом і Виворотом, Джейсон при цьому гине. Проте освідчення Майка в коханні до Одинадцятої дають дівчині сили затримати Векну, поки його не знищать. Розрив закривається, але Максін лишається скаліченою, а Едді гине від ран.
Події в Гокінсі влада пояснює землетрусом, друзі воз'єднується, та Максін лишається в лікарні непритомною, переживши клінічну смерть. Гоппер і Джойс повертаються в рідну домівку до Джейн. На околиці міста утворюється мертвий пустир, а в небі з'являються червоні блискавки, які свідчать, що Векна ще живий.

## Акторський склад

### В головних ролях
- Вайнона Райдер — Джойс Баєрс
- Девід Гарбор —  Джим Гоппер[12]
- Міллі Боббі Браун —  Одинадцять/ Джейн Гоппер
- Фінн Вулфгард — Майк Вілер
- Гейтен Матараццо —  Дастін Гендерсон
- Калеб Маклафлін — Лукас Сінклер
- Ноа Шнапп — Вілл Байєрс
- Седі Сінк —  Максін «Макс» Мейфілд
- Наталія Даєр — Ненсі Вілер
- Чарлі Гітон — Джонатан Баєрс
- Джо Кірі — Стів Гаррінґтон
- Мая Гоук — Робін Баклі[13]
- Бретт Гельман — Мюррей Бауман[14]
- Прія Ферґюсон — Еріка Сінклер[15]
- Меттью Модін — Мартін Бреннер[16]
- Пол Райзер — доктор Сем Овенс[17]

### Також в головних ролях
- Джеймі Кемпбелл Бовер — Генрі Кріл / Пітер Баллард / Один /  Векна
  - Рафаель Люс — маленький Генрі Кріл
- Кара Буоно — Карен Вілер
- Едуардо Франко — Аргайл
- Джозеф Квінн — Едді Мансон

### Другорядні ролі
- Джо Крест[en] — Тед Вілер
- Том Влашига — Дмітрій «Енцо» Антонов[3][4][5]
- Нікола Джурічко — Юрій[18]
- Габріелла Піццоло[en] — С'юзі
- Шерман Огастес — підполковник Салліван[3]
- Мейсон Дай[en] — Джейсон Карвер[3]
- Емібет Мак-Налті — Вікі[19]
- Майлз Труїтт[en] — Патрік Маккіні[19]
- Регіна Тін Чен — місс Келлі[19]
- Грейс ван Дієн — Кріссі Каннінгем[19]
- Тайнер Раннінг — Вірджинія Кріл
- Ліві Берч — Еліс Кріл
- Логан Райлі Брунер — Фред Бенсон[20]
- Елоді Грейс Оркін — Анжела

### Спеціальні епізодичні появи
- Роберт Інглунд — Віктор Кріл[3]
  - Кевін Л. Джонсон — юний Віктор Кріл
- Дейкр Монтгомері — Біллі Харгров

## Список епізодів
| Частина 1 |   |                                                                               |              |                    |                     |
| 26 | 1 | «Chapter One: The Hellfire Club» «Клуб пекельного полум'я»                    | Брати Даффер | Брати Даффер       | 27 травня 2022 року |
| У спогадах про 1979 рік показано, що доктор Бреннер проводить експерименти над іншими дітьми, які володіють надприродними здібностями, поки загадковий випадок не вбиває всіх дітей, крім Од (Одинадцяту), у чому Бреннер звинувачує її. У 1986 — через шість місяців після подій у торговому центрі Starcourt Mall — Джойс, Вілл, Джонатан та Одинадцять переїхали до Каліфорнії, де Од бореться з втратою своїх здібностей і регулярно зазнає знущань з боку інших учениць. Джойс отримує поштою порцелянову ляльку, начебто з Росії, і знаходить у ній приховану записку про те, що Гоппер живий. У Гокінсі Майк і Дастін приєдналися до "Клубу пекельного вогню" гри Dungeons & Dragons своєї старшої школи, клубу під керівництвом Едді Мансона. В результаті вони пропускають перемогу Лукаса в чемпіонаті баскетбольної команди. Під час гри вони розігрують бій проти чаклуна Векни. Макс, яка розірвала стосунки з Лукасом, намагається пережити смерть Біллі. Кріссі Каннінгем, школярку з команди вболівальників, переслідують видіння її сім'ї та цокаючий годинник. Купуючи наркотики в домі Едді, Кріссі опиняється в Догоридригом і її вбиває потворний гуманоїд з її видінь. |   |                                                                               |              |                    |                     |
| 27 | 2 | «Chapter Two: Vecna's Curse» «Прокляття Векни»                                | Брати Даффер | Брати Даффер       | 27 травня 2022 року |
| З’ясувалося, що Гоппер пережив вибух під торговим центром "Starcourt Mall", де його схопили російські солдати і відправили до табору для в’язнів на Камчатці. Джойс і Мюррей телефонують за номером, зазначеним у записці, яку їм надіслали, слухавку бере росіянин «Енцо», який, як вони припускають, є тюремним охоронцем Гоппера. Енцо змушує їх передати 40 000 доларів викупу своїй надійній людині на Алясці. Майк летить до Каліфорнії, щоб відвідати Од, де він і Вілл стають свідками знущань з боку однокласниці Анджели; Одинадцята мститься, вдаривши Анжелу в обличчя роликовим ковзаном, спричинивши струс мозку і сильну кровотечу. Майк запитує Одинадцять: «Що ти наробила?», викликаючи у неї спогади про інцидент 1979 року, показаний у першому епізоді. Макс каже Дастіну, що бачила, як Едді втік в ту ніч, коли Кріссі померла. Разом з Робін і Стівом вони знаходять травмованого Едді і пояснюють йому існування Навиворіт. Едді та Дастін називають сутність, яка вбила Кріссі, Векною. Ненсі та її однокурсник-репортер Фред розслідують смерть Кріссі; дядько Едді розповідає Ненсі, що він вважає вбивцею Віктора Кріла, мешканця Гокінса, якого помістили в психлікарню після того, як той нібито вбив свою сім'ю декілька десятиліть тому. Фреда заманює у ліс видіння, подібне до того що бачила Крісс і Векна вбиває його.                     |   |                                                                               |              |                    |                     |
| 28 | 3 | «Chapter Three: The Monster and The Superhero» «Чудовисько й супергероїня»    | Шон Леві     | Кейтлін Шнайдерхан | 27 травня 2022 року |
| Сема Оуенса відвідує армія США, яка показує йому фотографії смерті Кріссі і вважає, що відповідальність за це лежить на Од. Поліція заарештовує Одинадцяту за напад на Анджелу, але її рятує Оуенс, який пояснює, що Гокінс у серйозній небезпеці, і показує, що він працює над програмою, яка може повернути сили Од. Одинадцята погоджується взяти участь. Джойс і Мюррей летять на Аляску. Гоппер підкуповує іншого ув'язненого, щоб той розірвав його кайдани. Ненсі і Робін йдуть до бібліотеки, щоб знайти інформацію про Віктора Кріла, де вони виявляють, що Кріл звинуватив у вбивствах своєї сім'ї демона, яким, на їхню думку, є Векна. Джейсон, капітан баскетбольної команди і хлопець Кріссі, організовує полювання на Едді, вважаючи, що він убив Кріссі; Лукас відмовляється. Макс згадує, що Кріссі відвідувала шкільного психолога, перш ніж її вбила Векна. Вона краде файли Кріссі та Фреда з кабінету психолога і дізнається, що вона страждала від симптомів посттравматичного стресу, подібних до тих, що в неї. Потім Макс чує, як Векна називає її ім’я, і їй з’являється видіння годинника. |   |                                                                               |              |                    |                     |
| 29 | 4 | «Chapter Four: Dear Billy» «Любий Біллі»                                      | Шон Леві     | Пол Діхтер         | 27 травня 2022 року |
| Джойс і Мюррей доставляють викуп Юрію, який контактував з Енцо, однак він підмішує їм у каву снодійне, плануючи передати їх росіянам, щоб отримати більший прибуток. Гоппер втікає з табору для в'язнів, але незабаром його знову схоплюють. Джонатан, Майк і Вілл готуються втекти від двох агентів Оуенса, які залишилися спостерігати за ними, але озброєні солдати атакують їхній будинок. Вони втікають за допомогою друга Джонатана Аргайла, взявши з собою пораненого агента. Ненсі і Робін підроблюють документи, щоб взяти інтерв'ю в Вікторв Крілв в психіатричній клініці Пеннхерста. Кріл розповідає, що його сім'ю мучили і вбивали надприродні сили, він був заарештований за їхню смерть. Побоюючись, що Векна вб'є її, Макс пише листи своїм друзям та родині, просить відвезти її на цвинтар, щоб прочитати її листа Біллі біля його надгробку. Незабаром нею оволодіває Векна і дівчина в уяві опиняється біля його вівтаря в Догоридригом. Стів, Дастін і Лукас дізнаються від Ненсі та Робін, що відтворення музики може розірвати чари Векни і вмикають улюблену пісню Макс на касеті. Це відкриває портал, через який свідомість Макс повертається в своє тіло, успішно уникаючи смерті. |   |                                                                               |              |                    |                     |
| 30 | 5 | «Chapter Five: The Nina Project» «Проєкт «Ніна»»                              | Німрод Антал | Кейт Трефрі        | 27 травня 2022 року |
| Оуенс відвозить Од до покинутої шахти МБР у Неваді, де разом із доктором Бреннером розробили спеціалізований ізоляційний резервуар (названий «NINA»), який дозволяє Од отримати доступ до спогадів часів проведення дозвілля з іншими дітьми в лабораторії Гокінса. Одинадцята намагається втекти і ненадовго відновлює свої сили в процесі, що переконує її продовжити експеримент. У Каліфорнії вмираючий агент Оуенса дає хлопцям номер телефону для проекту NINA, поєднаний з модемом; Майк вирішує заручитися підтримкою дівчини Дастіна Сьюзі в Солт-Лейк-Сіті. Гоппер ув'язнений разом з Антоновим («Енцо»). Прибуваючи літаком до Росії, Джойс і Мюррей долають Юрія і приземляються в засніженій пустці. Макс, Лукас, Стів і Дастін перегруповуються з Ненсі та Робін і вирішують дослідити будинок Кріла; всередині вони стикаються з мерехтливими вогнями, які вони простежують до рухів Векни в Догоридригом. Джейсон та його товариші-гравці знаходять Едді, який намагається втекти на човні, Джейсон та його товариш по команді Патріка пливуть за ним. Векна вбиває Патріка на очах у Джейсона та Едді, в результаті чого спалахнуло світло в будинку Кріла. |   |                                                                               |              |                    |                     |
| 31 | 6 | «Chapter Six: The Dive» «Занурення»                                           | Німрод Антал | Кертіс Гвінн       | 27 травня 2022 року |
| Одинадцята знову бачить спогади про дружбу з санітаром лабораторії, який попереджає її не довіряти Бреннеру. Вона також згадує цькування з боку інших піддослідних, що наштовхує її на думку, що вона відповідальна за різанину в лабораторії. Сьюзі допомагає групі Майка знайти координати проекту NINA і приєднується до них у пошуках. Гопперу та іншим ув’язненим влаштовують великий бенке. Гоппер попереджає, щоб їх підготовлюють до "гри" з демогоргоном. Пізніше йому вдається вкрасти з кишені запальничку, згадуючи, що слабкістю демогоргона є вогонь. Джойс і Мюррей змушують Юрія відвезти їх до сусіднього міста, де він зберігає свої контрабандні товари, і вирішують, щоб Мюррей буде вдавати себе за Юрія, щоб проникнути до в'язниці. На засіданні ратуші Джейсон підштовхує мешканців Гокінса проти сатанинського культу Едді. Група Стіва знаходить Едді; Дастін помічає, що його компас дає хибні покази, і розуміє, що неподалік є нові ворота до Догоридригом. Вони відстежують ворота до Озера Кохання, де Стів пірнає вниз, щоб оглянути його, перш ніж його затягує в Догоридригом. Ненсі, Робін та Едді пірнають за ним. |   |                                                                               |              |                    |                     |
| 32 | 7 | «Chapter Seven: The Massacre At Hawkins Lab» «Різанина в лабораторії Гокінсу» | Брати Даффер | Брати Даффер       | 27 травня 2022 року |
| Джойс, Мюррей і Юрій прибувають на Камчатку і стають свідками, як Гоппер і його товариші-в'язні борються з демогоргоном. Гоппер утримує істоту палаючим списом, поки Мюррей і Джойс нейтралізують охоронців і відкривають двері в’язниці, дозволяючи Гопперу та Антонову втекти. Джойс і Гоппер возз’єднуються. Дастін, Лукас та Еріка припускають, що Векна створив ворота на місці кожного вбивства, про що вони повідомляють групі Стіва в Догоридригом. Обидві сторони возз’єднуються біля воріт у трейлері Едді, де померла Кріссі. Робін та Едді благополучно виходять, однак Ненсі потрапила до рук Векни; вона дізнається, що Векна - це син Віктора Кріла, Генрі, що вбив свою матір і сестру своїми телекінетичними здібностями. Потім він був переданий під опіку Бреннера для дослідів. Генрі став піддослідним 001 в експериментах Бреннера, а згодом санітаром Одинадцятої. Одинадцята нарешті згадує, що Генрі вчинив різанину в лабораторії і намагався вбити її, коли вона відмовилася допомогти йому викорінити людство; Одинадцята перемогла Генрі і відправили його в Догоридригом, де він став Векною. |   |                                                                               |              |                    |                     |
| Частина 2 |   |                                                                               |              |                    |                     |
| 33 | 8 | «Chapter Eight: Papa» «Тато»                                                  | Брати Даффер | Брати Даффер       | 1 липня 2022 року   |
| Векна показує Ненсі видіння майбутнього, де Гокінс роздирається на частини, перш ніж звільнити її. Ненсі розповідає про це іншим, і вони вирішують, що Векні потрібні чотири портали, щоб реалізувати свій план; Макс пропонує заманити Векну в пастку: інші планують напасти на нього, поки він відволічеться на Од. Одинадцята, використовуючи свої сили, дізнається про цей план і переконує доктора Оуенса організувати подорож до Гокінса. Однак доктор Бреннер захищає Оуенса та ловить Одинадцяту, наполягаючи на тому, що вона має завершити навчання. Одинадцята розуміє, що доктор Бреннер роками використовував її, щоб спробувати вивести Генрі з Догоридригом. Салліван і його війська прибувають на місце і вбивають усіх співробітників. Доктор Бреннер тікає з Одинадцятою, але його застрелюють. Одинадцята збираються також застрелити солдати Саллівана, проте саме тоді прибуває група Майка. Вона відмовляється пробачити доктора Бреннера до його смерті. У СРСР Гоппер, Джойс, Мюррей, Юрій та Антонов тікають з бази після того, як виявили ще кілька істот з Догоридригом. На базі Юрія Гоппер зв'язується з агентом Оуенса і дізнається про проблеми Гокінса. Вони вирішують повернутися до в'язниці, щоб убити істот з паралельного світу. |   |                                                                               |              |                    |                     |
| 34 | 9 | «Chapter Nine: The Piggyback» «План Од»                                       | Брати Даффер | Брати Даффер       | 1 липня 2022 року   |
| Група виконує свій план: Макс, Лукас і Еріка йдуть до будинку Крілів; Стів, Ненсі та Робін до дому в Догоридригом, щоб атакувати Векну; а Дастін і Едді відволікають кажанів, які охороняють Векну. Одинадцята, Майк, Вілл, Джонатан і Аргайл створюють резервуар депривації, щоб Одинадцята змогла боротися з Векною через розум Макс. Після того як Дастін і Едді відволікають кажанів, Едді жертвує собою, щоб заманити кажанів подалі. Одинадцята приходить у свідомість Макс, щоб битися з Векною, але її пригнічує, що дозволяє Векні заволодіти Макс. Векна розповідає Одинадцятій, що відколи вона послала його до Догоридригом, він керував ними всі ці роки. Майк зізнається в коханні Одинадцятій, даючи їй сили втекти від Векни та позбутися його контролю над Макс; він попереджає її, що вона втратила, оскільки Макс гине. Гоппер, Джойс і Мюррей вбивають демогоргонів, ще більше послаблюючи Векну. Стів, Ненсі та Робін нападають на фізичну форму Векни. Одинадцята використовує свої сили, щоб воскресити Макс, але навіть тимчасова смерть дівчини дозволяє воротам Векни відкритися, поширившись по всьому Гокінсу. Через два дні місто оговтується від "землетрусу", як його описали ЗМІ. Усі знову об’єднуються, і дізнаються, що Макс у комі, а її пам’яті немає й сліду. Вілл відчуває, що Векна ще живий, і Догоридригом починає проникати в місто. |   |                                                                               |              |                    |                     |